# 祝福の鐘の音は、桜色の風と共に。
『祝福の鐘の音は、桜色の風と共に』（しゅくふくのかねは、さくらいろのかぜとともに）は、すたじお緑茶が2012年10月26日に発売した18禁美少女アドベンチャーゲームである。略称は「祝桜（いわおう）」

## 概要
恋色空模様の次に発売された学園恋愛アドベンチャー。ライトノベルのイラストレーターであるあなぽんの原画家としてのデビュー作でもある。
シナリオライターの氷雨こうじによれば、本作品はブランドでは始めての純粋な学園恋愛もので、庶民的な主人公の名家の跡取りとしての成長やヒロイン達との関わり合いを見所にしているという。
2012年8月1日から11月21日までインターネットラジオステーション＜音泉＞で北園紗夜役の咲ゆたかと青野七歌役の有栖川みや美が出演するラジオ番組が配信されていた。
Getchu.comの2012年ゲーム・セールスランキングは14位。

## あらすじ
主人公、堀田秀治は小さい頃に母親を無くし、父親とともに貧乏ながらも幸せに暮らしていたが、借金が膨らんでしまい、夜逃げを覚悟しなければならない状況に追い込まれる。そんな時、秀治の母方の祖父である鳳源三が現れる。
源三は名家である鳳家の現当主で、娘が秀治の父と駆け落ちしたため勘当していたが、跡継ぎの男子がおらず、婿養子を取ろうかと考えた時に秀治の存在を思い出したという。源三は秀治に借金を肩代わりする代わりに従姉妹であるまりあと結婚して鳳家を継ぐよう告げる。ところが、当のまりあは結婚に大反対であった。
そこで源三は秀治に自らが理事長を務める「南桜丘（みなみさくらがおか）学園」に転入し、1年以内に代わりとなる嫁を連れてくるよう要求。秀治は名門校である南桜丘学園に通いながら、結婚相手探しに奮闘することになる。

## 登場人物
（出典：）
堀田 秀治（ほった しゅうじ）
本作の主人公。南桜丘学園へと通う。
真面目でお人好しな性格。
鳳 まりあ（おおとり まりあ)
声 - 五行なずな
鳳家の令嬢で秀治の従姉妹。
プライドが高く秀才であるが、裏で隠れて努力するタイプ。
最初は秀治を毛嫌いしていたが、晩餐会で助けられたことをきっかけに徐々に心を開くようになる。
西九条 奏音（にしくじょう かのん)
声 - 西野みく
著名な音楽家の両親を持つ後輩。自らもコンクールに何度も入選するピアニストでもある。
周囲からのプレッシャーでスランプに陥っているが、秀治に演奏を楽しんでいない事を指摘され、彼に励まされながら練習に勤しむ事に。
身長低めでヒロイン随一の巨乳。胸が大きいのを気にしてカーディガンを着ている。
北園 紗夜（きたぞの さや）
声 - 咲ゆたか
三年生の先輩。鳳家と犬猿の仲にある北園家の有名政治家の孫娘。源三も彼女には関わらないよう伝えているが、当の本人は気にすることなく秀治と接する。
性格は温和で優しいが、身長が低くて童顔で胸も小さいためよく小学生と間違えられる。本人も胸が小さいことを気にしており、その話をすると豹変する。
かなりの方向音痴で放浪癖があり、校内ではたびたび彼女の迷子放送が流れる。
東雲 うらら（しののめ うらら）
声 - 桜川未央
クラスメイトの女の子。父親は金融会社の社長。成り上がりのせいか学園でいじめを受け、その反発から髪の毛を金髪に染めている。
遅刻間際に学園に駆け込んで秀治と衝突したが、優しく手を差し伸べてくれたことをきっかけに一目惚れ。以後彼を「ダーリン」と呼んで猛アタックをしかけるようになる。
甘やかされて育った影響でかなりのワガママ。フリルの付いた改造制服を着ており、よく教師から注意されている。

### サブキャラ
以下の2名。エッチシーンは用意されていない。
青野 七歌（あおの ななか）
声 - 有栖川みや美
主に秀治の世話係として働く鳳家のメイドの一人。元々青野家は鳳家の分家筋だが、没落して現在は鳳家の使用人となっている。童顔で巨乳の女の子。
大半の仕事でミスするくらいのドジっ子だが、それにめげることがない明るく前向きな性格。
四谷 隼人（よつや はやと）
声 - 佐藤タカ
秀治のクラスメイト。有名な銀行の御曹司である。
気さくでイケメンであるが女好きであり、成績はあまり良くない。

## 世界観
秀治が通う南桜丘学園は源三が理事長を務めており、各界の御曹司や令嬢が多数通う名門校である。学園にはサロンや茶室、ダンスホールなどもあり、勉強の他に礼儀作法なども教えている。

## 制作スタッフ
- シナリオ - 氷雨こうじ[1]
- 原画 - あなぽん[1]、あなぽん（サブキャラクター）
- SD原画 - 広瀬まどか[1]

## 主題歌
オープニングテーマ「Panorama chime」
作詞：nika / 作曲・編曲：ユージ・ナイトー / 歌：μ
エンディングテーマ「桜色エンゲージ」
作詞：nika / 作曲・編曲：ユージ・ナイトー、山田屋カズ / 歌：μ